# Extreme Championship Wrestling
Extreme Championship Wrestling var en amerikansk wrestlingorganisation, der eksisterede fra 1992 til 2001, hvor den blev opkøbt af World Wrestling Entertainment. WWE genoplivede i 2006 organisationen i form af brandet ECW på samme niveau som WWE's to andre brands RAW og SmackDown. Den originale organisation havde hovedsæde i Philadelphia, Pennsylvania og blev dannet af Tod Gordon. Organisationen var kendt for sin hardcore-wrestling og stilen lucha libre. 

## Pay-per-view-shows
| Måned     | Pay-per-view-show                |
| --------- | -------------------------------- |
| Januar    | Guilty as Charged (1999-2001)    |
| Marts     | Living Dangerously (1998-2000)   |
| April     | Barely Legal (1997)              |
| Maj       | Wrestlepalooza (1998)            |
| Maj       | Hardcore Heaven (1999-2000)      |
| Juni      | ECW One Night Stand (2005-2007)† |
| Juli      | Heat Wave (1998-2000)            |
| August    | Hardcore Heaven (1997)           |
| September | Anarchy Rulz (1999)              |
| Oktober   | Anarchy Rulz (2000)              |
| November  | November to Remember (1997-2000) |
| December  | Massacre on 34th Street (2000)   |
| December  | December to Dismember (2006)†    |

## ECW Titler
- ECW World Heavyweight Championship
- ECW Hardcore Championship
- ECW World Tag Team Championship Championship
- ECW Television Championship

Den eneste titel, som WWE har genoplivet, er ECW Championship, men det er ikke den samme som ECW World Heavyweight Championship og har ikke opnået status som ægte VM-titel. 
| Sport | Spire Denne artikel om sport er en spire som bør udbygges. Du er velkommen til at hjælpe Wikipedia ved at udvide den. |